# Oecetis arizonica
Oecetis arizonica är en nattsländeart som beskrevs av Donald G. Denning 1951. Oecetis arizonica ingår i släktet Oecetis och familjen långhornssländor. Inga underarter finns listade i Catalogue of Life.